# Tomàs Aguiló i Forteza
Tomàs Aguiló i Forteza (Palma, 1812-1884) fou un poeta mallorquí, fill de Tomàs Aguiló i Cortès. Fundà la revista La Palma amb Josep Maria Quadrado i Antoni Montis. Escrigué nombroses poesies, entre les quals destaquen les de temàtica històrica i popular. La seva actitud dialectalitzant el distancià del moviment de la Renaixença balear.

## Obres
- Poesías fantásticas en mallorquí